# KANのロックボンソワ
『KANのロックボンソワ』（カンのロックボンソワ）はSTVラジオで2004年10月2日から2024年3月30日まで放送していた、KANがパーソナリティを務めたラジオ番組。

## 概要
2004年10月2日に放送を開始。2023年4月8日放送分で、次回の15日放送分より入院等で出演が出来ない場合は代理パーソナリティが担当することを発表。
KANが出演したり代理パーソナリティを立てつつ放送を続けていたが、治療の長期化とその都度代理パーソナリティを立て続けるのが困難となり、2023年10月7日放送分で当月よりKANは第1週と5週の出演とし、第2週は宮崎由加がパーソナリティを務める『宮崎由加のボンボンボンソワ』を、第3週は小片リサがパーソナリティを務める『小片リサのラブボンソワ』を、第4週は入江里咲（Juice=Juice）がパーソナリティを務める『Juice=Juice入江里咲のスマイルボンソワ』として放送すると発表。

## KANの死去と番組の終焉
2023年11月、KANは第1週にあたる11月4日の放送も出演を予定していたが、治療に専念するため休演 。代わりに山﨑愛生が担当する『モーニング娘。'23 山﨑愛生のメイボンソワ』を放送。11月12日にKANが61歳で死去。2023年12月30日には午後23:00から2時間の追悼特別番組「よければ一緒に」を放送。
2024年3月30日をもってロックボンソワは終了し、19年半の放送に幕を降ろした。後継番組は『ボンソワ モンシュエル』。放送時間が日曜日深夜0:30に移動。第2週のみ宮崎由加から稲場愛香に交代、他の週は番組名も含めて継続となった。

## 放送時間
| 期間                          | 放送時間             |
| ----------------------------- | -------------------- |
| 2004年10月2日 - 2005年9月24日 | 土曜日 21:30 - 22:00 |
| 2005年10月3日 - 2006年3月26日 | 日曜日 12:30 - 13:00 |
| 2006年4月1日 - 2006年9月30日  | 土曜日 24:00 - 24:30 |
| 2006年10月7日 -               | 土曜日 24:00 - 24:45 |
| 2007年4月7日 -                | 土曜日 24:00 - 24:30 |
| 2007年10月6日 -               | 土曜日 24:00 - 24:45 |
| 2008年4月5日 - 2008年9月27日  | 土曜日 24:00 - 24:30 |
| 2008年10月4日 - 2021年9月25日 | 土曜日 24:00 - 25:00 |
| 2021年10月2日 - 2022年9月24日 | 土曜日 17:00 - 18:00 |
| 2022年10月1日 - 2024年3月30日 | 土曜日 24:00 - 25:00 |

## 出演者
- KAN - 2004年10月2日 ‐ 2023年10月7日

| 放送日        | パーソナリティ     | 備考                                                                                |
| ------------- | ------------------ | ----------------------------------------------------------------------------------- |
| 2023年4月15日 | 内山佳子           | 『マダム・ドバイのロックボンソワ』                                                  |
| 2023年4月22日 | 内山佳子           |                                                                                     |
| 2023年4月29日 | 河野玄太           |                                                                                     |
| 2023年5月6日  | 武田英祐一         |                                                                                     |
| 2023年5月13日 | SE-NO              |                                                                                     |
| 2023年5月20日 | 内山佳子           |                                                                                     |
| 2024年5月27日 | 秦基博             |                                                                                     |
| 2023年6月3日  | 馬場俊英           |                                                                                     |
| 2023年6月10日 | KAN                |                                                                                     |
| 2023年6月17日 | KAN                |                                                                                     |
| 2023年6月24日 | 内山佳子           |                                                                                     |
| 2023年7月1日  | 内山佳子           |                                                                                     |
| 2023年7月8日  | 馬場俊英・佐藤竹善 |                                                                                     |
| 2023年7月15日 | KAN                |                                                                                     |
| 2023年7月22日 | 和田唱・KAN        | 和田唱単独での進行予定だったが、体調が優れ収録スタジオを訪れていたKANも収録に参加。 |
| 2023年7月29日 | 和田唱・KAN        |                                                                                     |
| 2023年8月5日  | スキマスイッチ     |                                                                                     |
| 2023年8月12日 | ジョンB・菅原龍平  |                                                                                     |
| 2023年8月19日 | ケイタク           |                                                                                     |
| 2023年8月26日 | KAN                |                                                                                     |
| 2023年9月2日  | KAN                |                                                                                     |
| 2023年9月９日 | KAN                |                                                                                     |
| 2023年9月16日 | 坂本サトル         |                                                                                     |
| 2023年9月23日 | 宮田和弥           |                                                                                     |
| 2023年9月30日 | 馬場俊英・佐藤竹善 |                                                                                     |
| 2023年10月7日 | KAN                | 生前最後の出演。                                                                    |

2023年10月より、上述のとおり代理パーソナリティを固定とし、自身の出演は第1、5週のみとしていたが、11月4日の放送は治療に専念するため出演を見合わせた。

### 2023年10月より
- 宮崎由加 - 第2週 2024年3月30日の最終回も担当[7]
- 小片リサ - 第3週
- 入江里咲（Juice=Juice） - 第4週

### 2023年11月より
- 山﨑愛生（モーニング娘。'24）- 11月4日の代演から第1週を担当

## コーナー
押し入れミュージック
KANの自宅の押し入れに収蔵されているCDなどの音源を紹介するコーナー。和室の押し入れに収蔵されている邦楽の音源を五十音順で、洋室の押し入れ（クローゼット）に収蔵されている洋楽の音源をアルファベット順で、毎週邦楽と洋楽を交互に１曲紹介する。
デモね、涙が出ちゃうのよ♡
KANのひとりデモ音源を紹介するコーナー。これまでKANが制作したデモ音源を紹介するとともに、そのデモ音源がアレンジされてパッケージ化された際の楽曲を紹介。デモ音源を制作することになったきっかけや、デモ音源が商品化されるまでの紆余曲折、エピソードなどを紹介する。
世界の国歌のコーナー
世界各国の国歌を紹介するコーナー。2006年10月7日放送分から実施。このコーナーで「国歌ドレミファドン」という地球儀のプレゼント付き国歌のイントロクイズ企画を実施したことがある。
ぐるんぐるんミュージック！
ある曲の数フレーズがぐるんぐるん、ぐるんぐるんと長いときは何週間も頭の中を駆け巡り続けるが、この曲はいったい何て曲だったんだろう？という事象をテーマにしたコーナー。第1回の紹介曲は槇原敬之の「SPY」。KAN自作のコーナーオープニング用ジングルも用意されたが、収録時に聞いてみると満足いく出来ではなかったようで、KAN自身「なんかパッとしねぇな」とコメントしている。KANの最後の出演となった2023年10月7日放送分が初回だが、結果的に本コーナーの放送は１回のみであり、本番組で最後に開始されたコーナーとなった。

## ノベルティグッズ
- ボンソワギターピック
- 携帯ストリップ

## オープニング曲
ダリル・ホール『ドリームタイム』